# Briopsidofícies
Les briopsidofícies (Bryopsidophyceae) són una classe d'algues verdes cloròfites.
Aquest tàxon és actualment obsolet. La denominació que s'utilitza ara l'inclou dins la classe Ulvophyceae.